# Potamodytes africanus
Potamodytes africanus là một loài bọ cánh cứng trong họ Elmidae. Loài này được Boheman miêu tả khoa học năm 1851.